# فلاديمير براغا
فلاديمير براغا (بالرومانية: Vladimir Braga)‏ هو سياسي مولدوفي، ولد في 1953. انتخب عضو برلمان مولدوفا.